# Sulpicio Lines

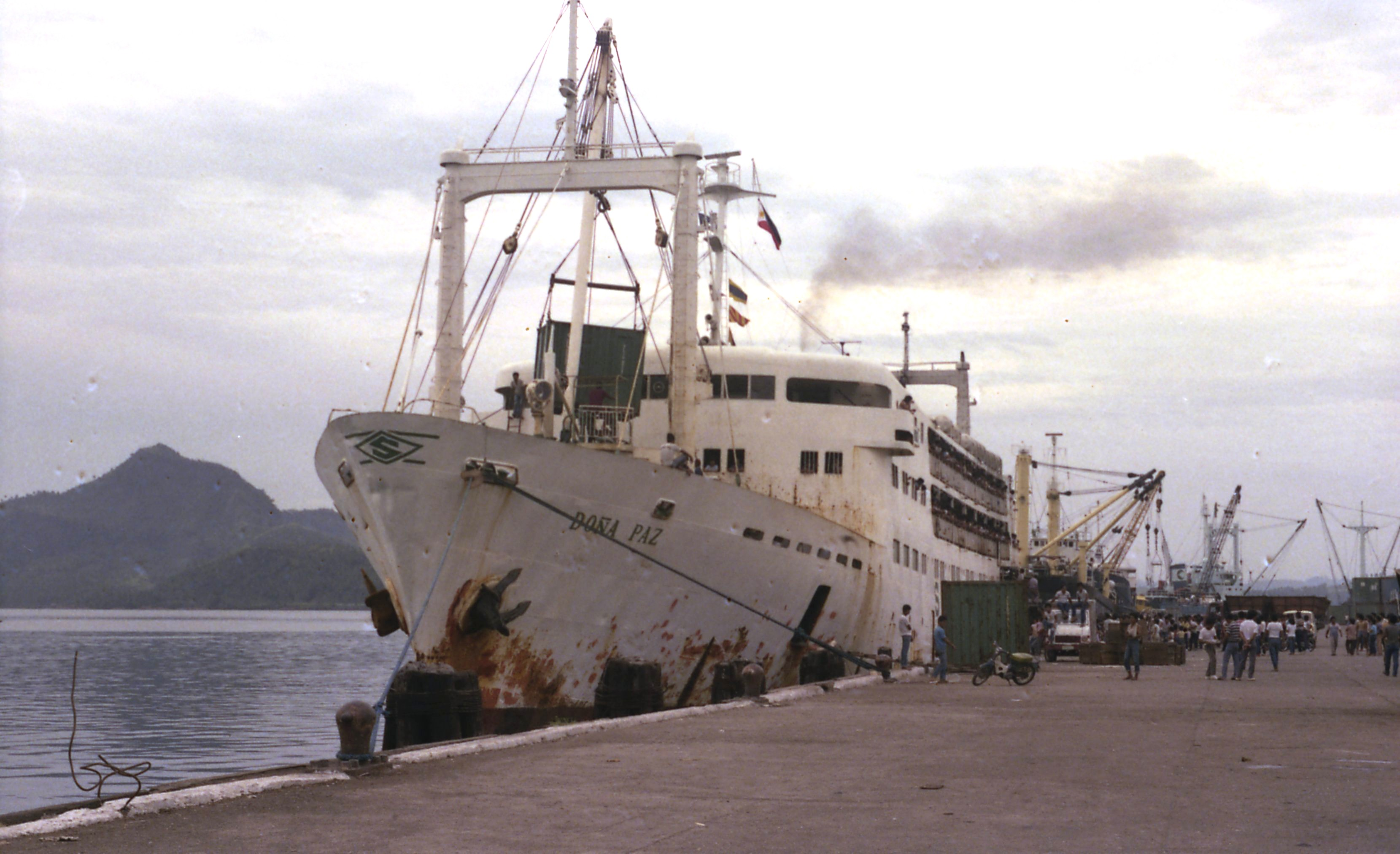
De Doña Paz in 1984

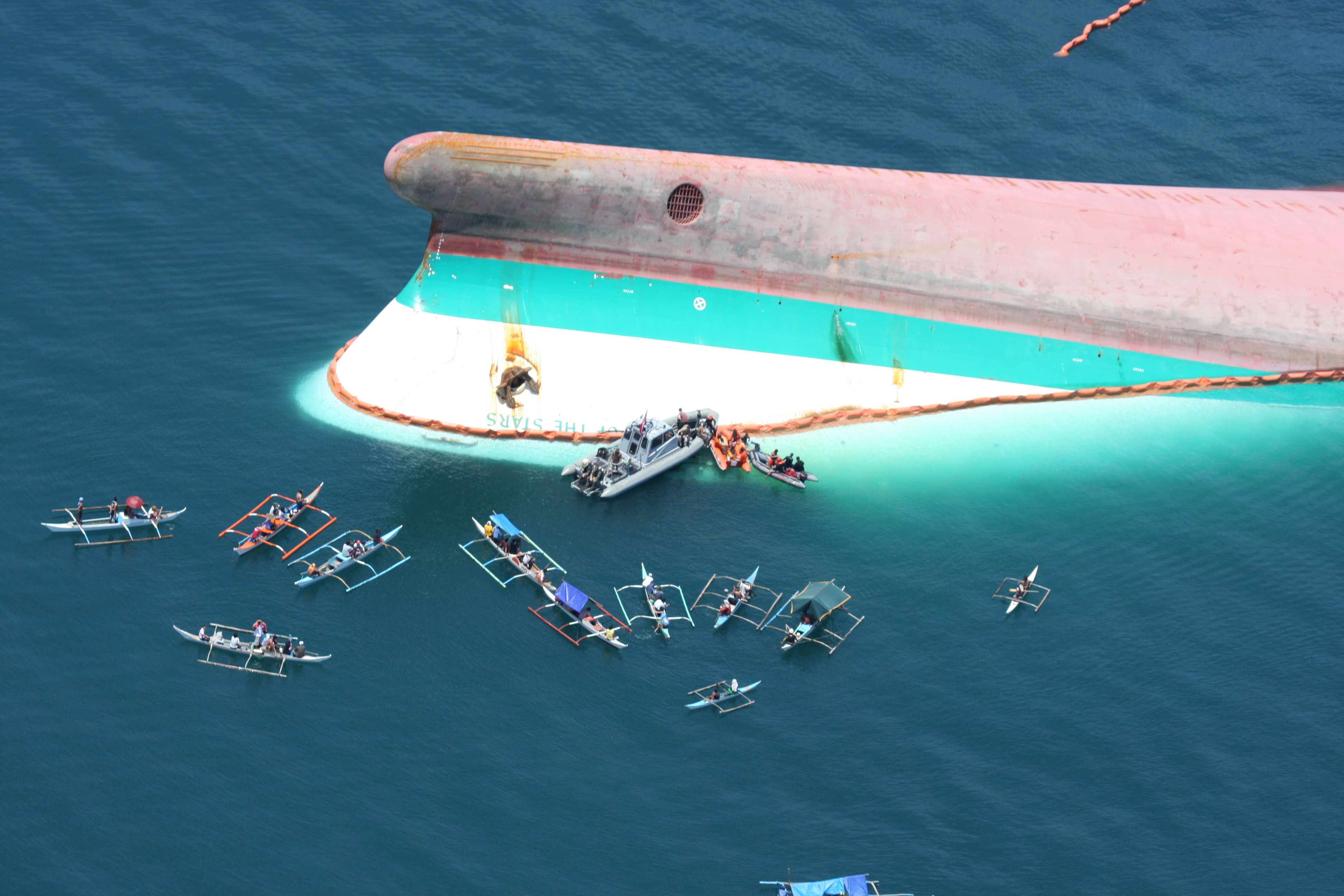
De gezonken Princess of the Stars in augustus 2008

Sulpicio Lines is een van de grootste rederijen van de Filipijnen. De maatschappij onderhoudt met meer dan tien grote vracht- en passagiersschepen verbindingen tussen de meeste grote Filipijnse eilanden. De belangrijkste havens die aangedaan worden zijn die van Manilla en Cebu City. Sulpicio Lines is een familiebedrijf dat in 1973 werd opgericht door Go Guioc So en later werd voortgezet door diens zonen.
In het verleden zijn er bij incidenten met veerboten van Sulpicio Lines veel slachtoffers gevallen. Zo kwamen er de aanvaring van de Doña Paz met de olietanker Vector naar schatting meer dan 4000 mensen om het leven. Meer recent kwamen er bij het zinken van de MV Princess of the Stars tijdens de tyfoon Fengshen in 2008 meer dan 700 mensen om.